# 平井杏子
平井 杏子（ひらい きょうこ、1946年8月9日 - ）は、日本の英文学者、小説家。昭和女子大学名誉教授。本名は平井 法（のり）。英国の女性作家アイリス・マードックらの研究で知られ、日本アイリス・マードック学会会長を務めた。

## 経歴
長崎県長崎市生まれ。長崎県立長崎東高等学校を経て、1969年に昭和女子大学英文科卒業。同大学近代文学研究所助教授を経て、教授となる。英文学の研究・評論を行う一方で、同人誌『文学空間』において作品の発表を続けた。1999年に「対岸の町」で第11回自由都市文学賞受賞。

## 著書
- 『アイリス・マードック』彩流社、1995年。ISBN 978-4882023715。
- 『アガサ・クリスティを訪ねる旅 鉄道とバスで回る英国ミステリの舞台』大修館書店、2010年。ISBN 978-4469245509。
- 『カズオ・イシグロ 境界のない世界』水声社、2011年。ISBN 978-4891768218。
- 『ゴーストを訪ねるロンドンの旅』大修館書店、2014年。ISBN 978-4469245905。

### 共著
- 近藤耕人『サミュエル・ベケットのヴィジョンと運動』未知谷、2005年。ISBN 978-4896421231。
- 千石英世、千葉一幹『ミネルヴァ評論叢書「文学の在り処」 名作は隠れている』ミネルヴァ書房、2009年。ISBN 978-4623052455。

## 翻訳
- アイリス・マードック 著、平井杏子 訳『ジャクソンのジレンマ』彩流社、2002年。ISBN 978-4882027690。